# Spaklerweg 26-28
Spaklerweg 26-28, Amsterdam is een gebouw aan de Spaklerweg, Amsterdam-Oost. Het is sinds 2003 een rijksmonument.
Het gebouw werd neergezet als een woning voor de directeur en adjuct-ingenieur van de Zuidergasfabriek, die hier haar terreinen had. Het gebouw stond er als het ware aan het industrieterrein vastgeplakt, gescheiden door een straat. Het is een rechthoekig gebouw, waarbij de noordzijde een afspiegeling is van de zuidzijde; symmetrie was de norm. Die as wordt gevormd door een hemelwaterafvoer. Aan beide geveluiteinden is op de begane grond een erker te vinden, die dienst doet als drager van balkons op de etage. Tussen de erkers/balkons bevindt zich een middenrisaliet waarin luifel en entrees. Het geheel bevindt zich onder een mengeling van zadel- en schilddaken, die uitmonden in twee puntdaken in het midden van de voorgevel en twee dakkapellen aan de zijkanten. Het merendeel van de gevels is opgetrokken in baksteen met hier en daar variatie in het metselverband. Horizontaal wordt hier een daar afgewisseld met natuursteen. Aan beide kopse kanten van het gebouw bevinden zich eveneens entrees, die via trapjes bereikt kunnen worden; hier is de symmetrie losgelaten.      
Het gebouw dateert uit de periode 1911-1912, de tijd dat het rationalisme hoogtij vierde. De specifieke architect is vooralsnog onbekend; hij was waarschijnlijk werkzaam bij de Gemeentelijke Gasfabrieken. De aanbesteding vond plaats op 4 september 1911; er was toen nog geen adres bekend (en nodig). Er moest gebouwd worden in de Groot-Duivendrechtse polder. De Spaklerweg kreeg pas in 1956 haar naam. In de eerste twintig jaar van de 21e eeuw werden de restanten van de Zuidergasfabriek opgeruimd en de grond moest danig gesaneerd worden. Na die sanering lagen de woningen aan het Bella Vistapark/Bella Vistastraat maar behielden vooralsnog hun “oude adres”. 
Even ten zuiden van dit gebouw staat Spaklerweg 24, de voormalige opzichterwoning.